# دانیله آریگونی
دانیله آریگونی (انگلیسی: Daniele Arrigoni؛ زادهٔ ۲۸ اوت ۱۹۵۹) بازیکن فوتبال اهل ایتالیا است.
از باشگاه‌هایی که در آن بازی کرده‌است می‌توان به باشگاه فوتبال آنکونا، باشگاه فوتبال اودینزه، باشگاه فوتبال روبور سیه‌نا، باشگاه فوتبال تریستیانا، و باشگاه فوتبال چزنا اشاره کرد.